# Comté d'Antrim (Irlande)
Pour les articles homonymes, voir Comté d'Antrim.
Le comté d’Antrim (en anglais : County Antrim ; en irlandais : Contae Aontroma ; en scots : Coontie Antrìm) est l'un des six comtés irlandais historiques de la province d'Ulster formant l'Irlande du Nord. Il occupe le neuvième rang des comtés traditionnels irlandais pour ce qui est de la superficie et le deuxième rang pour la population après le comté de Dublin. Il est situé au nord-est de l'Irlande du Nord.
Les villes principales sont Antrim, Ballymena, Ballymoney, Carrickfergus, Larne, Lisburn et Portrush.
La plus grande partie de la ville de Belfast se situe également dans le comté d'Antrim, le reste de la ville étant dans le comté de Down.
Le comté avait 651 321 habitants en 2021, une large part se trouvant dans l’agglomération de Belfast.
Depuis 1972, les six comtés d'Irlande du Nord ne sont plus des échelons administratifs ou de gouvernement local. Ils ont été à cette époque  remplacés par 26 « conseils », eux-mêmes remplacés en 2015 par 11 nouveaux districts. Le territoire de l'ancien comté d'Antrim fait aujourd'hui partie des districts de Belfast, Antrim and Newtownabbey, Mid and East Antrim et Causeway Coast and Glens (qui recouvre aussi la partie orientale de l'ancien comté de Londonderry).

## Comtés limitrophes
| Londonderry/Derry        | océan Atlantique | Canal du Nord |
| Londonderry/Derry Tyrone | comté d'Antrim   | Canal du Nord |
| Armagh                   | Down             | Down          |

## Histoire
Dans l'Antiquité, l'Antrim est peuplé par un peuple celtique appelé par le géographe Ptolémée les  Darini (grec : Δαρῖνοι). Durant le haut Moyen Âge, le sud de l'actuel comté d'Antrim constitue le royaume des Ulaid, gouverné par le Dál Fiatach les futurs MacDonlevy / McDunlavey. Le nord constitue le Dál Riata, qui s'étend au moins depuis le Ve siècle dans le nord-ouest de l'Écosse, l'Argyll et sur les Hébrides. Le territoire du Dál Riata sera ensuite gouverné par le clan O'Lynch, qui étaient vassaux de l'Ulaid.
Outre les Ulaid et le Dal Riáta, il y avait également dans le sud de l'Antrim, le Dál nAraidi  constitué par des Cruthin  probablement liés aux Pictes d'Écosse et dont les rois s'opposent à ceux du Dál Fiatach pour le titre de roi d'Ulaid.
Entre le VIIIe et le XIe siècle, l'Antrim est particulièrement exposé aux incursions des Vikings. À la fin du XIIe siècle, l'Antrim est incorporé dans le domaine des comtes d'Ulster, constitué après la conquête par les aventuriers anglo-normands qui mettent fin au royaume. Un bref renouveau de la puissance gaélique suit la campagne d'Édouard Bruce en 1315, laissant seul Carrickfergus comme bastion anglais significatif. À la fin du Moyen Âge, l'Antrim est divisé en trois parties :
Au nord, le « Clan Aodha Bhuidhe » anglicisé en « Clannaboy ou Clandeboye », une branche des Uí Néill de Tyrone émigre au XIVe siècle et fonde une seigneurie où elle règne jusqu'au début du XVIIe siècle. Cette famille est désignée sous le nom de « O'Neill Clannaboy ».
Les Glynnes ou Glens d'Antrim sont gouvernés par une dynastie Gallowglass  issue du clan MacDonald, les  MacDonnell d'Antrim, devenue par héritage des Bisset puissant dans les Glynnes au XVe siècle. En 1620, Randal mac Sorley MacDonnel († 1636) est titré comte d'Antrim et en 1645 son fils et homonyme Randal († 1683) marquis d'Antrim.
Le sud est entre les mains de la famille d'origine cambro-normande des MacQuillan.

## Monuments

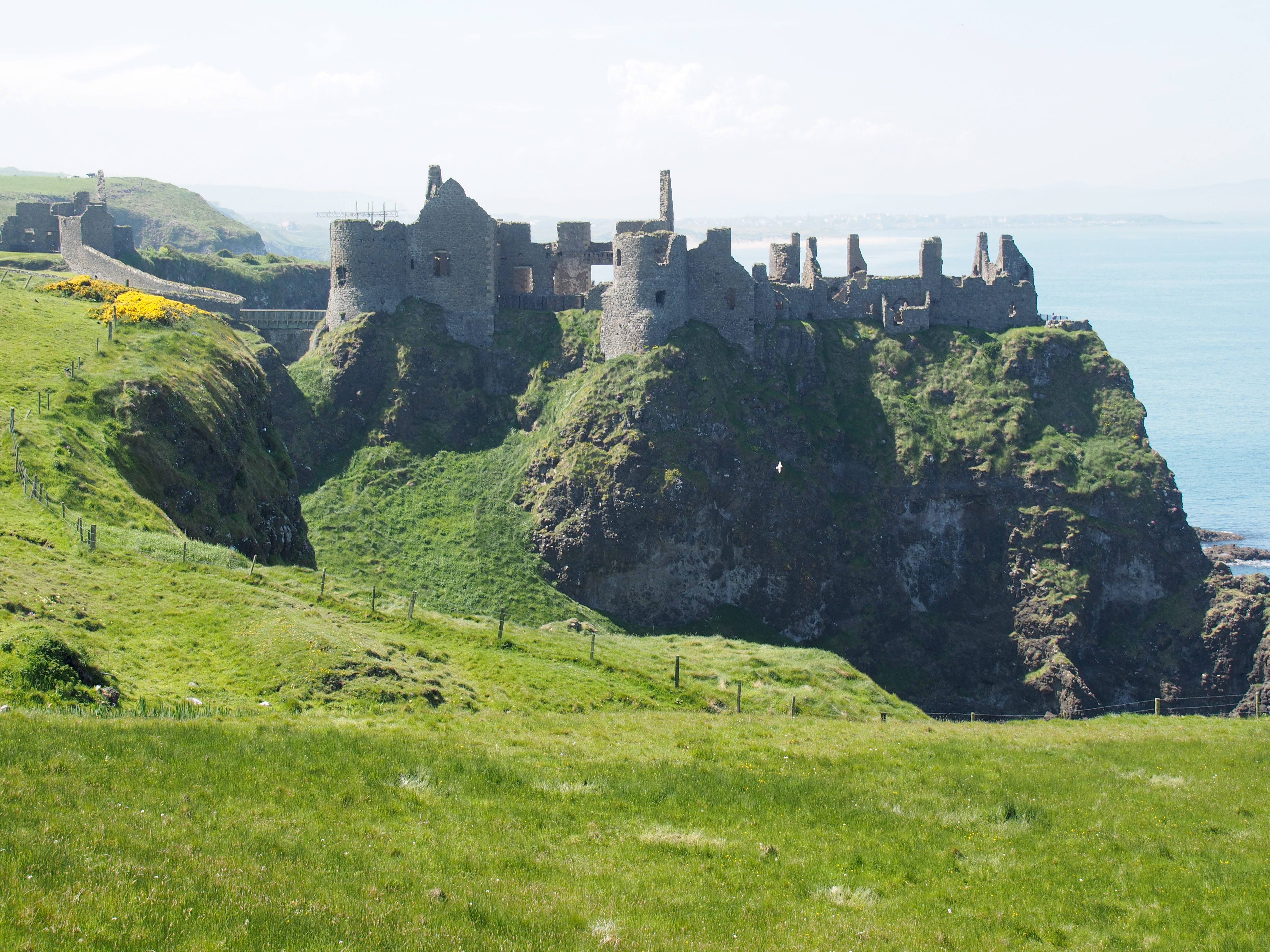
Le château de Dunluce.

Les antiquités du comté se composent de cairns, de monts ou de forts, de vestiges de structures ecclésiastiques et militaires et de tours rondes.
Il existe trois tours rondes : à Antrim, Armoy et sur Ram's Island, la plus grande île du Lough Neagh ; seule celle d'Antrim étant intacte. Il reste des vestiges des établissements ecclésiastiques à Bonamargy, où sont enterrés les comtes d'Antrim, à Kells, Glenarm, Glynn, Muckamore et Whiteabbey.
Le château de Carrickfergus, datant de l'invasion normande, est l'une des structures médiévales les mieux conservées d'Irlande. Il existe cependant des vestiges d'autres châteaux anciens, comme Olderfleet, Cam's, Shane's, Glenarm, Garron Tower, Red Bay, et Dunluce, remarquable pour son emplacement spectaculaire sur un affleurement rocheux.
Les principaux cairns se situent : sur la montagne Colin, près de Lisburn ; sur Slieve True, près de Carrickfergus ; et deux sur Colinward. Les dolmens les plus dignes d'intérêt sont : près de Cairngrainey, au nord-est de l'ancienne route de Belfast à Templepatrick ; le grand cromlech de Mount Druid, près de Ballintoy ; et un à l'extrémité nord d'Islandmagee. Les monts, les forts et les retranchements sont très nombreux.
Les formations rocheuses naturelles de la Chaussée des Géants, sur la côte d'Antrim, sont désormais classées au patrimoine mondial de l'UNESCO.

## Personnalités
- William Workman (1807-1878). Journaliste, homme d'affaires et maire de Montréal de 1868 à 1871.
- Liam Neeson, acteur, né le 7 juin 1952 à Ballymena.

### Articles liés
- Lord-lieutenant d'Antrim
- Comté d'Irlande